# Bernard Perrut
Pour les articles homonymes, voir Perrut.
 (septembre 2016).
Si vous disposez d'ouvrages ou d'articles de référence ou si vous connaissez des sites web de qualité traitant du thème abordé ici, merci de compléter l'article en donnant les références utiles à sa vérifiabilité et en les liant à la section « Notes et références ».
Bernard Perrut, né le 24 janvier 1957 à Villefranche-sur-Saône (Rhône), est un homme politique français, député de la 9e circonscription du Rhône de 1997 à 2022 et maire de Villefranche-sur-Saône de 2008 à 2017.

## Biographie

### Vie privée et formation
Fils de Francisque Perrut, homme politique et ancien député, Bernard Perrut est titulaire de deux DEA en droit public et en sciences sociales du travail. Il travaille dans l'administration avant de devenir avocat.
Marié à Frédérique Caude en 1994, il est le père de deux enfants, Charles et Clémence.

### Carrière politique
En mars 1989, il est élu conseiller municipal de Villefranche-sur-Saône et devient premier adjoint du maire Jean-Jacques Pignard.
Le 1er juin 1997, il est élu député dans la 9e circonscription du Rhône et réélu les 16 juin 2002, 17 juin 2007 , 17 juin 2012 et 18 juin 2017. Depuis 2002, il fait partie du groupe UMP puis LR.
Il est conseiller régional de Rhône-Alpes entre 1992 et 1998.
Président de la Communauté d'agglomération de Villefranche-sur-Saône de 2003 à 2008, il est élu maire de Villefranche par le conseil municipal le 22 mars 2008.
Au cours de sa carrière, il est membre de l'UDF et de Démocratie libérale avant de rejoindre l'UMP lors de sa création en 2002.
En février 2013, dans le cadre de la direction « partagée » entre Jean-François Copé et François Fillon, il devient vice-président de l'UMP au titre des mouvements, lors de la seconde vague de nomination après celle de janvier, en plus du vice-président délégué Luc Chatel, en poste depuis novembre 2012.
Il soutient François Fillon pour la primaire présidentielle des Républicains de 2016.
Il parraine Laurent Wauquiez pour le congrès des Républicains de 2017, scrutin lors duquel est élu le président du parti.
Lors des élections législatives de juin 2022, il choisit et soutient Alexandre Portier dont il accepte d’être le suppléant. Son retrait met fin à une dynastie familiale de quarante-cinq ans sur la circonscription.

## Détournement de fonds publics
Bernard Perrut est accusé d'avoir dépensé illégalement une partie de son indemnité représentative de frais de mandat (IRFM), à hauteur d'environ 100 000 euros, entre 2015 et 2017. Il aurait utilisé cet argent pour des dépenses sans rapport avec l'exercice de son mandat, comme des dépenses en bijouterie et en biens immobiliers, et des placements dont des assurances vie. 
Il est également poursuivi pour manquement à ses obligations déclaratives vis-à-vis de la Haute Autorité pour la transparence de la vie publique (HATVP). Selon le parquet national financier, il lui est reproché une « évaluation mensongère de son patrimoine par minoration » et une « omission de déclaration d’une partie substantielle de son patrimoine ». Un procès pour détournement de fonds publics, initialement prévu pour septembre 2023, est finalement renvoyé à février 2024 pour raisons de santé.
Durant le procès, l'avocat général requiert contre Bernard Perrut une peine de quatre mois de prison avec sursis, 80 000 euros d'amende et trois ans d'inéligibilité,.
Le 13 mai 2024, Bernard Perrut est reconnu coupable de détournement de fonds publics par utilisation abusive de son indemnité représentative de frais de mandat et pour manquements à ses obligations déclaratives vis-à-vis de la Haute Autorité pour la transparence de la vie publique. Il est condamné à un an de prison avec sursis, 60 000 euros d'amende et cinq ans d'inéligibilité. Il juge la décision démesurée et décide de faire appel. 

## Mandats et fonctions

### Mandats nationaux
- Du 12 juin 1997 au 21 juin 2022 : député de la 9e circonscription du Rhône

### Mandats locaux
- Depuis le 20 mars 1989 : conseiller municipal de Villefranche-sur-Saône (Rhône)
- Du 20 mars 1989 au 22 mars 2008 : premier adjoint au maire de Villefranche-sur-Saône
- Du 23 mars 1992 au 15 mars 1998 : membre du conseil régional de Rhône-Alpes
- Du 22 mars 2008 au 26 juin 2017 : maire de Villefranche-sur-Saône
- Depuis le 27 juin 2021 : conseiller régional d'Auvergne-Rhône-Alpes

### Autres fonctions
- 2009 - 2012 : président du Conseil national des missions locales
- février 2013 - mai 2015 : vice-président de l'UMP

## Décoration
- Commandeur de l'Ordre du Soleil levant

## Filmographie
- 2023 : Les Aventures de Jean et Henri, de Grégory Soodts : le député Bodart[13]